# 港区立芝浦小学校
港区立芝浦小学校（みなとくりつ しばうらしょうがっこう）は、東京都港区芝浦四丁目に所在する公立小学校。

## 概要
設立は1942年（昭和17年）である。港区立芝浦幼稚園が併設されている。
北側にはJR山手線・京浜東北線の田町駅と都営浅草線・三田線の三田駅があり、西側を都営浅草線の泉岳寺駅とJR高輪ゲートウェイ駅がある。
周囲には教育施設が多く、北方向には芝浦工業大学芝浦キャンパスと東京工業大学附属科学技術高等学校が、西方向には東海大学付属高輪台高等学校・中等部及び東海大学高輪キャンパス、私立高輪中学校・高等学校、港区立高輪台小学校が、南方向には東京海洋大学品川キャンパス、東京都立港特別支援学校、港区立港南小学校、港区立港南中学校がある。また、周辺一帯はジェントリフィケーション化され、高層マンションが数多く立地する。
みなとパーク芝浦（港区芝浦一丁目16番）の芝生広場に港区立芝浜小学校を建設中であり、開校後は通学区域が分割される予定である。

## 沿革
- 1942年（昭和17年）2月 - 東京府東京市芝浦国民学校として設立。
- 1943年（昭和18年）7月 - 東京都芝浦国民学校と改称。
- 1944年（昭和19年）8月 - 栃木県塩谷郡塩谷町畑下戸清琴楼に集団疎開。
- 1945年（昭和20年）
  - 5月 - 戦火により校舎が全焼。
  - 11月 - 集団疎開から復帰。
- 1947年（昭和22年）4月 - 東京都港区立芝浦小学校と改称。
- 1957年（昭和32年）3月 - 読書指導の手引きの研究発表。
- 1964年（昭和39年）3月 - 読む力をのばす学級づくりの研究発表。
- 1972年（昭和47年）11月 - 東京都教育委員会より健康優良努力校及び安全優良校の表彰。
- 1991年（平成3年）10月 - 港区研究奨励校算数科の研究発表。
- 1994年（平成6年）4月 - 港区立伊豆健康学園の母体校となる。
- 1997年（平成9年）11月 - 港区研究奨励校の研究発表。
- 2005年（平成17年）11月 - 港区研究奨励校の研究発表。
- 2006年（平成18年）11月 - 全日本小学校図書館研究会実践授業発表。
- 2007年（平成19年）12月 - 文部科学省児童生徒の心に響く道徳教育推進事業推進校。
- 2008年（平成20年）1月 - スポーツ教育推進校。
- 2009年（平成21年）1月 - スポーツ教育推進校。
- 2011年（平成23年）1月 - 芝浦四丁目8番18号の新校舎へ引越し。
- 2012年（平成24年）11月 - 港区研究奨励校。
- 2015年（平成27年）4月 - 東京都人権尊重教育推進校[1]。

## 教育方針
教育目標
「心もからだも強い子」「すすんで勉強する子」「友だちと協力する子」
小学校の児童数と教員数
| 年度     | 児童総数 | 1年生 | 2年生 | 3年生 | 4年生 | 5年生 | 6年生 | 教員数 | 職員数 |
| -------- | -------- | ----- | ----- | ----- | ----- | ----- | ----- | ------ | ------ |
| 平成23年 | 577人    | 118人 | 125人 | 91人  | 84人  | 71人  | 88人  | 27人   | 14人   |
| 平成24年 | 610人    | 130人 | 115人 | 121人 | 93人  | 79人  | 72人  | 28人   | 12人   |
| 平成25年 | 706人    | 176人 | 127人 | 114人 | 118人 | 94人  | 77人  | 29人   | 13人   |
| 平成26年 | 804人    | 177人 | 177人 | 124人 | 118人 | 116人 | 92人  | 35人   | 14人   |
| 平成27年 | 905人    | 192人 | 177人 | 172人 | 124人 | 120人 | 120人 | 36人   | 16人   |
| 平成28年 | 991人    | 203人 | 193人 | 178人 | 174人 | 122人 | 121人 | 44人   | 5人    |
| 平成29年 | 1045人   | 207人 | 198人 | 188人 | 163人 | 165人 | 124人 | 46人   | 5人    |
| 平成30年 | 1153人   | 237人 | 202人 | 198人 | 186人 | 166人 | 164人 | 50人   | 7人    |
| 令和元年 | 1181人   | 218人 | 230人 | 193人 | 195人 | 180人 | 165人 | 50人   | 9人    |
| 令和2年  | 1194人   | 195人 | 215人 | 224人 | 185人 | 191人 | 184人 | 56人   | 9人    |
| 令和3年  | 1279人   | 286人 | 196人 | 209人 | 220人 | 182人 | 186人 | 58人   | 9人    |
| 令和4年  | 970人    | 151人 | 180人 | 145人 | 147人 | 181人 | 166人 | 48人   | 8人    |
| 令和5年  | 970人    | 151人 | 180人 | 145人 | 147人 | 181人 | 166人 | 48人   | 8人    |

## 通学区域
住所別通学区域（平成27年4月1日から適用）
| 芝浦一丁目 | 芝浦二丁目 - 四丁目 | 海岸三丁目 |
| ---------- | ------------------- | ---------- |
| 6 - 16番   | 全域                | 全域       |

進学先中学校（平成27年4月1日から適用）
| 小学校学校名     | 中学校学校名     |
| ---------------- | ---------------- |
| 港区立芝浦小学校 | 港区立港南中学校 |

## 交通
鉄道
- JR山手線 - 田町駅より徒歩14分、品川駅より徒歩18分。2020年からは高輪ゲートウェイ駅が最寄り駅となる。
- 都営浅草線、都営三田線 - 三田駅より徒歩15分。都営浅草線 - 泉岳寺駅より徒歩14分。

路線バス
- 都営バス - 田町駅、田92系統（田町駅 ⇔ 品川駅）高浜橋停より徒歩2分。品川駅、田92系統（品川駅 ⇔ 田町駅）高浜橋停より徒歩1分。